# Ліки проти страху
«Ліки проти страху» (рос. «Лекарство против страха») — радянський художній фільм, детектив за мотивами роману «Ліки проти страху» братів Вайнерів. У 1989 році знята друга екранізація повісті «Вхід в лабіринт».

## Сюжет
Невідомі злочинці, отруївши дільничного міліціонера за допомогою новітнього препарату, транквілізатора метапроптизолу, викрадають у нього посвідчення і зброю, за допомогою яких починають грабувати «цеховиків». Розслідування доручено капітану Тихонову. Він з'ясовує, що маловивчений препарат ще не вийшов за стіни лабораторії і не пройшов необхідну перевірку фармкомітету. Конфлікт між справжнім винахідником чудо-ліків Лижиним і ділком від науки Панафідіним дозволяє розібратися з тим, як воно могло стати знаряддям злочину в руках бандитів.

## У ролях
- Олександр Фатюшин —  капітан Станіслав Павлович Тихонов  (озвучує Олексій Золотницький)
- Георгій Жжонов —  генерал-майор Шарапов
- Володимир Сєдов —  капітан Поздняков
- В'ячеслав Шалевич —  професор Панафідін
- Ольга Науменко —  Ольга Іллівна Панафідіна
- Сергій Десницький —  Володимир Лижин
- Юрій Гусєв —  Борис Чебаков
- Олександр Вокач —  академік Благолєпов
- Зінаїда Кирієнко —  Рашида Рамазанова
- Олена Легурова —  Александрова, лаборантка
- Наталія Назарова —  Пачкаліна
- Юрій Дубровін —  Гена
- Георгій Чепчян —  Умар Рамазанов
- Готліб Ронінсон —  директор магазину
- Володимир Хотиненко —  епізод
- Олена Максимова —  сусідка Лижина
- Радій Афанасьєв —  Гапонов, алкаш
- Володимир Приходько —  Сарафанов
- В'ячеслав Гостинській —  бандит
- Володимир Мишкін —  оперативник

## Знімальна група
- Автор сценарію: Аркадій Вайнер, Георгій Вайнер
- Режисер:  Альберт Мкртчян
- Оператор:  Михайло Коропцов
- Художник: Василь Щербак
- Композитори: Олександр Флярковський,  Яків Халецький